# Технологічний песимізм
Технологічний песимізм — екологічна парадигма, обґрунтована М. Голдманом, Дж. Форестером, Д. Медоузом, згідно якої сучасна екологічна криза є результатом НТР. Прибічники Т.п. пропонують законсервувати виробництво на сучасному рівні (концепції «глобальної рівноваги» групи Д. Медоуза) або взагалі відмовитися від сучасної технології (концепція «природної рівноваги» Б. Коммонера). До Т.п. примикають також концепції «меж зростання» Форестера-Медоуза і «науково-технічного алармізму».